# Qilüe
Das Qilüe (chinesisch 七略, Pinyin Qīlüè, W.-G. Ch’i-lüeh – „Sieben Überblicke/Sieben Übersichten“) aus dem Jahr 6 v. Chr. ist die erste bekannte Bibliographie chinesischer Werke von Liu Xin (劉歆 / 刘歆,  Liu Hsin) († 23 n. Chr.) aus der Zeit der Westlichen Han-Dynastie, die im Wesentlichen noch im Literaturkatalog des Hanshu (j. 30) vorliegt, dessen Grundlage diese Beschreibung der kaiserlichen Bibliothek bildete.